# Cremaster 2

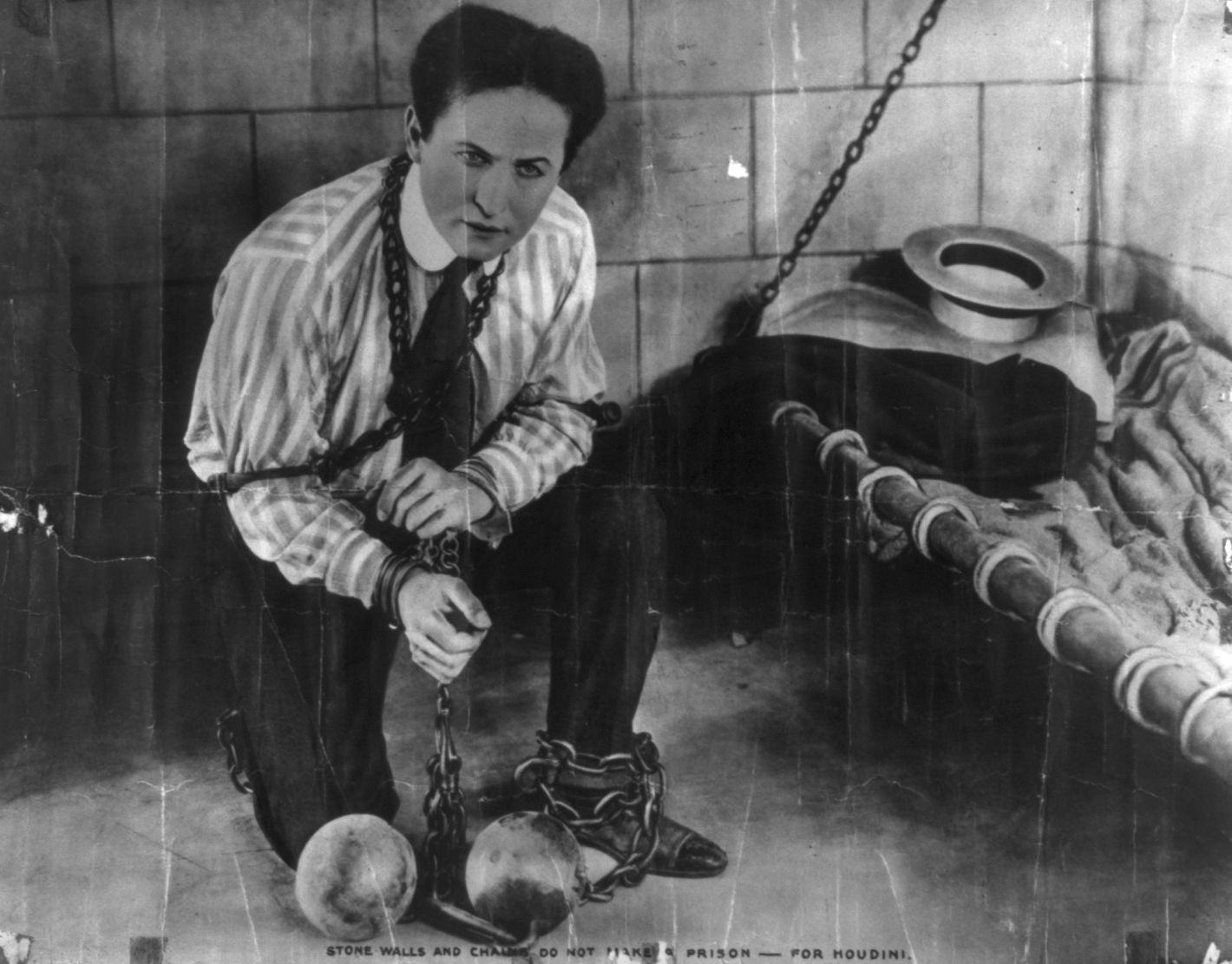
Harry Houdini, personaje central de Cremaster 2.

Cremaster 2 es una película de 1999 del artista y cineasta Matthew Barney. Es el segundo volumen de su Ciclo Cremaster, que comprende asimismo las cintas Cremaster 1, Cremaster 3, Cremaster 4 y Cremaster 5, las cuales se desarrollaron y produjeron entre 1994 y 2002. Se define como un western gótico que introduce un conflicto en el sistema.

## Trama
Cremaster 2  fue filmada en 1999. Es un  western con elementos del gótico del siglo XIX en Estados Unidos que introduce en la temática de la serie un conflicto en el sistema durante la etapa de la división sexual durante el desarrollo fetal. 

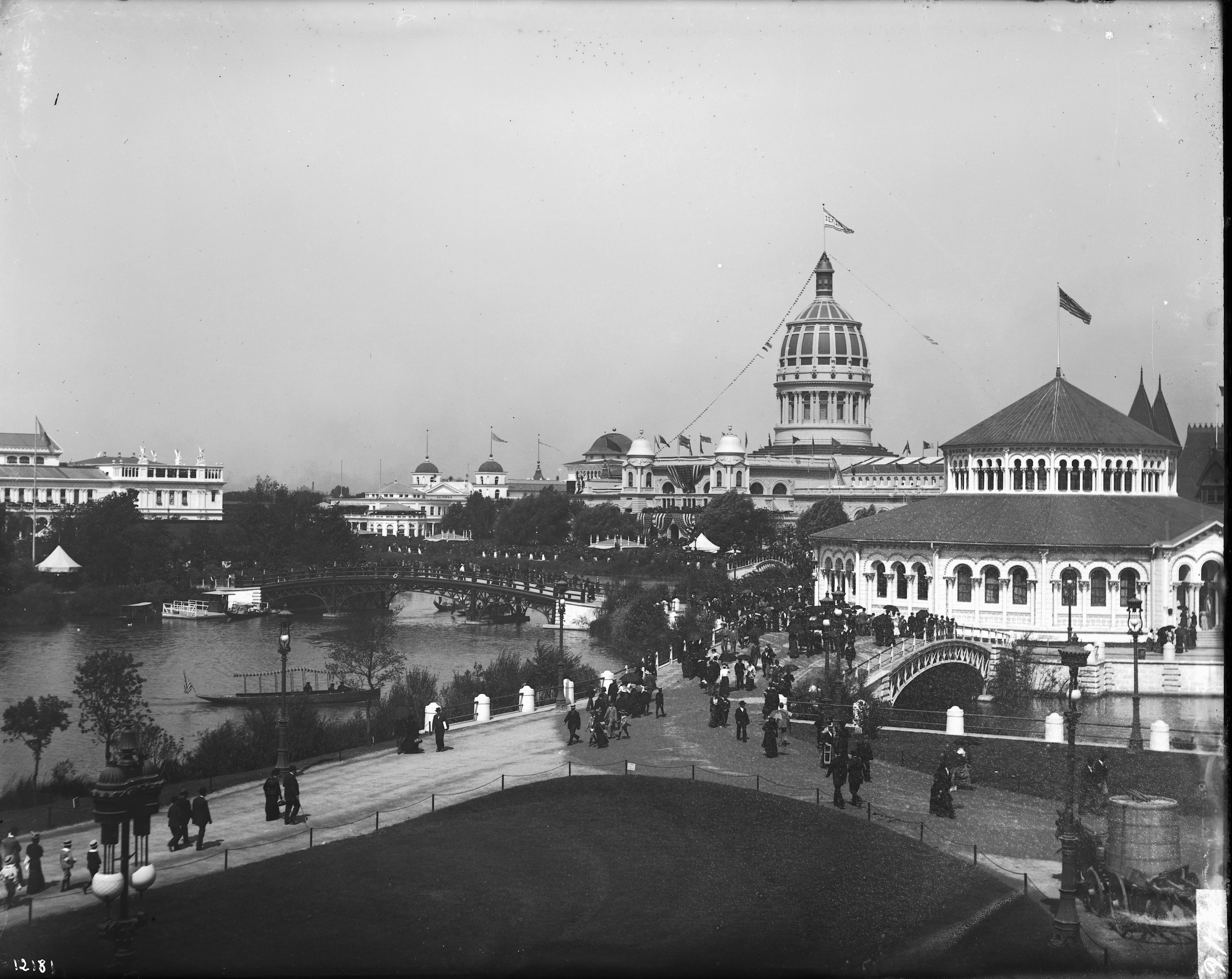
Chicago durante la Exposición Mundial Colombina de 1893.

El sistema se resiste a la división y trata de mantenerse en el equilibrio de Cremaster 1. En ese proceso se abordan varias líneas narrativas. Por un lado se recrea en un rodeo en el Gran Lago Salado, al norte del estado de Utah, uno de los asesinatos cometidos en 1977 por el spree killer Gary Gilmore, interpretado por Barney.
Por el otro, se presenta una actuación en 1893 en la Exposición Mundial Colombina de Chicago de Harry Houdini, interpretado por Norman Mailer. Entre ambas historias se trazan varios puentes y se realizan varias alusiones mutuas. Entre ellas, que el mago pudo haber sido el abuelo de Gilmore.
La cinta se estructura en torno a tres temas: el paisaje como testigo, la historia de Gilmore y la vida de las abejas, que metafóricamente describe la posibilidad de moverse hacia atrás para evitar el propio destino. Tanto el vínculo de Gilmore con Houdini y su relación con la abeja macho se establecen en la escena de la terapia/concepción al principio de la cinta, cuando se invoca el espíritu de Houdini y el padre de Gilmore muere tras fertilizar a su mujer.

## Otros elementos
En la trama son cruciales el paisaje del Medio Oeste, la historia de Gilmore, la danza de las abejas, la fertilización, la muerte como resurrección y el salto hacia atrás. En la cinta también participan Dave Lombardo, exbaterista de Slayer, y Steve Tucker, vocalista del grupo de death metal Morbid Angel en una alusión a Johnny Cash, quien llamó a Gilmore la noche de su ejecución parta satisfacer su último deseo.